# 井上正廬
井上 正廬（いのうえ まさとも）は、江戸時代後期の大名。常陸国下妻藩8代藩主。官位は従五位下・内膳正。

## 略歴
肥前国島原藩2代藩主・深溝松平忠馮の次男として誕生。
文化13年（1816年）9月14日、先代藩主の正健の隠居により跡を継ぎ、同年12月に叙任する。文政2年（1819年）12月20日、28歳で死去し、跡を養嗣子の正民（井上正甫の次男）が継いだ。法号は高照院峯山日登。墓所は東京都台東区の谷中霊園。

## 系譜
父母
- 松平忠馮（実父）
- 井上正建（養父）

正室
- 本多忠顕の娘

養子
- 井上正民 - 井上正甫の次男